# سينثيا ويد
سينثيا ويد (بالإنجليزية: Cynthia Wade)‏ هي مخرجة أمريكية، ولدت في القرن العشرين في نيويورك في الولايات المتحدة.

## وصلات خارجية
- سينثيا ويد على موقع IMDb (الإنجليزية)
- سينثيا ويد على موقع ألو سيني (الفرنسية)
- سينثيا ويد على موقع أول موفي (الإنجليزية)
- سينثيا ويد على موقع قاعدة بيانات الفيلم (الإنجليزية)
- سينثيا ويد على موقع كينوبويسك (الروسية)